# Jagna
Jagna est une municipalité de la province de Bohol, aux Philippines. D'après le recensement de 2015, elle compte 33 892 habitants.